# Kanton Guaranda
Der Kanton Guaranda befindet sich in der Provinz Bolívar zentral in Ecuador. Er besitzt eine Fläche von 1860 km². Im Jahr 2022 lag die Einwohnerzahl bei rund 98.100. Verwaltungssitz des Kantons ist die Provinzhauptstadt Guaranda mit 23.874 Einwohnern (Stand 2010).

## Lage
Der Kanton Guaranda erstreckt sich über den Nordosten der Provinz Bolívar. Das Gebiet liegt an der Westflanke der Cordillera Occidental. Der 6263 m hohe Vulkan Chimborazo erhebt sich östlich von Guaranda. Der Nordteil des Kantons wird nach Westen entwässert und liegt im Einzugsgebiet des Río Catarama (Río Zapotal). Der südliche Kantonsteil bildet das Quellgebiet des nach Süden abfließenden Río Chimbo.
Der Kanton Guaranda grenzt im Osten an die Provinzen Tungurahua und Chimborazo, im Süden an den Kanton San Miguel de Bolívar, im Westen an die Kantone Chimbo, Caluma, Echeandía und Las Naves sowie im Norden an die Provinz Cotopaxi.

## Verwaltungsgliederung

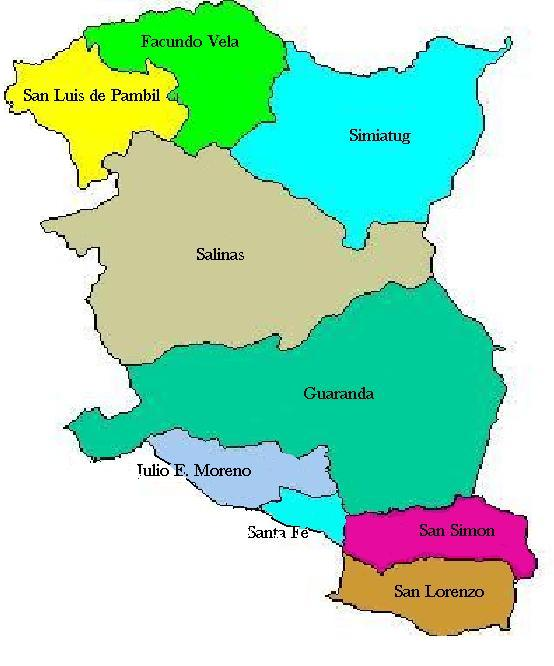
Lage der Parroquias

Der Kanton Guaranda ist in die Parroquias urbanas („städtisches Kirchspiel“)
- Ángel Polibio Chávez
- Gabriel Ignacio Veintimilla
- Guanujo

und in die Parroquias rurales („ländliches Kirchspiel“)
- Facundo Vela
- Julio Moreno
- Salinas
- San Lorenzo
- San Luis de Pambil
- San Simón
- Santa Fe
- Simiatug

gegliedert.

## Geschichte
Der Kanton Guaranda wurde im Jahr 1824 eingerichtet.
Entwicklung der Einwohnerzahl im Kanton Guaranda bei landesweiten Volkszählungen zum jeweiligen Gebietsstand:
| Jahr                    | Einwohner | +/-    |
| ----------------------- | --------- | ------ |
| 1950                    | 51.272    | –      |
| 1962                    | 62.168    | 21,3 % |
| 1974                    | 70.738    | 13,8 % |
| 1982                    | ?         | –      |
| 1990                    | 71.316    | –      |
| 2001                    | 81.643    | 14,5 % |
| 2010                    | 91.877    | 12,5 % |
| 2022                    | 98.130    | 6,8 %  |
| Datenherkunft: Wikidata |           |        |

## Ökologie
Im Nordosten des Kantons befindet sich das Schutzgebiet Reserva de Producción de Fauna Chimborazo.